# Szwecja
Szwecja (deutsch Freudenfier) ist eine Ortschaft der Landgemeinde Wałcz (Deutsch Krone) in der polnischen Woiwodschaft Westpommern.

## Geographie

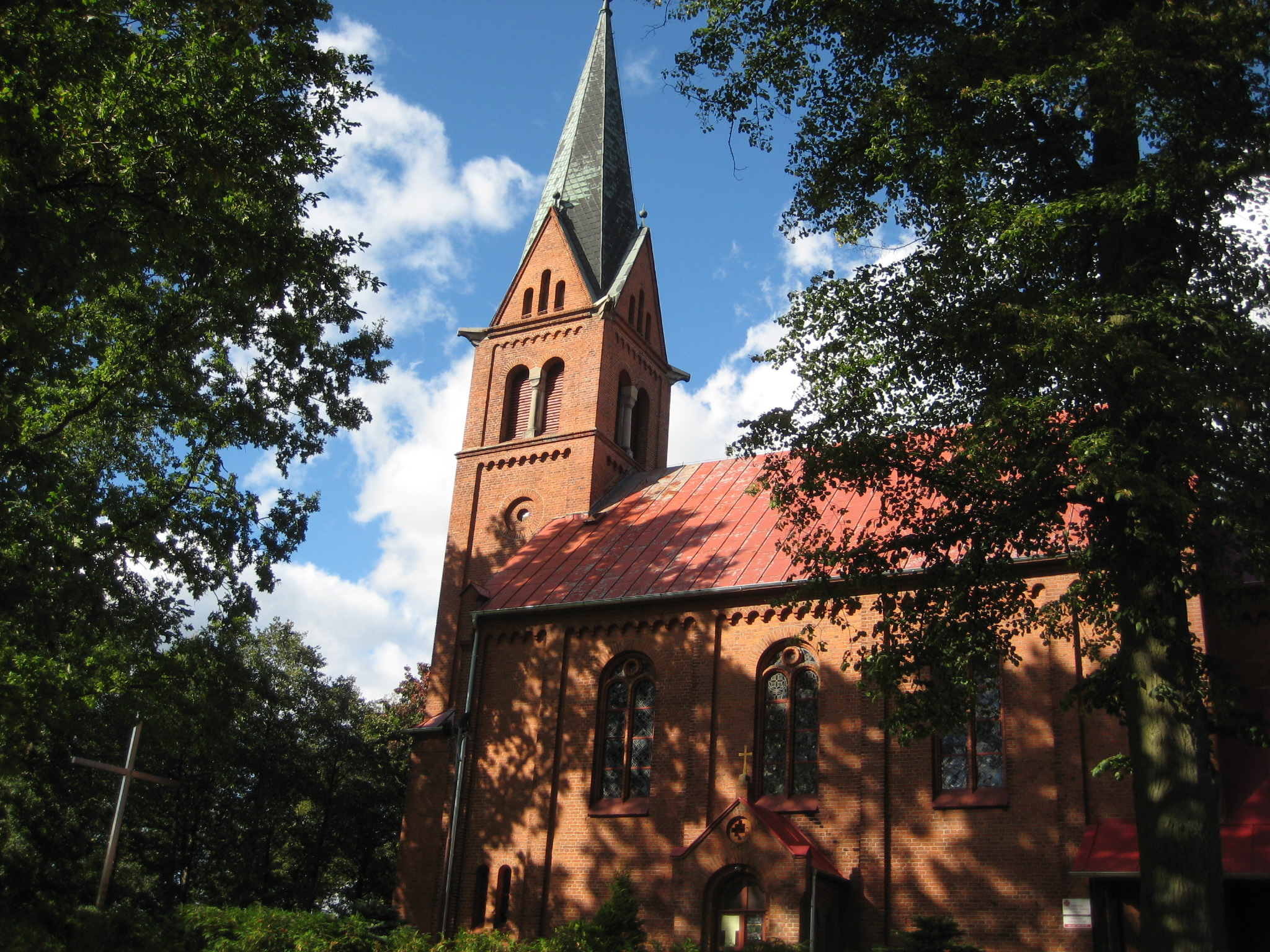
Dorfkirche, bis 1945 Gotteshaus der katholischen Gemeinde Freudenfier (Aufnahme 2010)

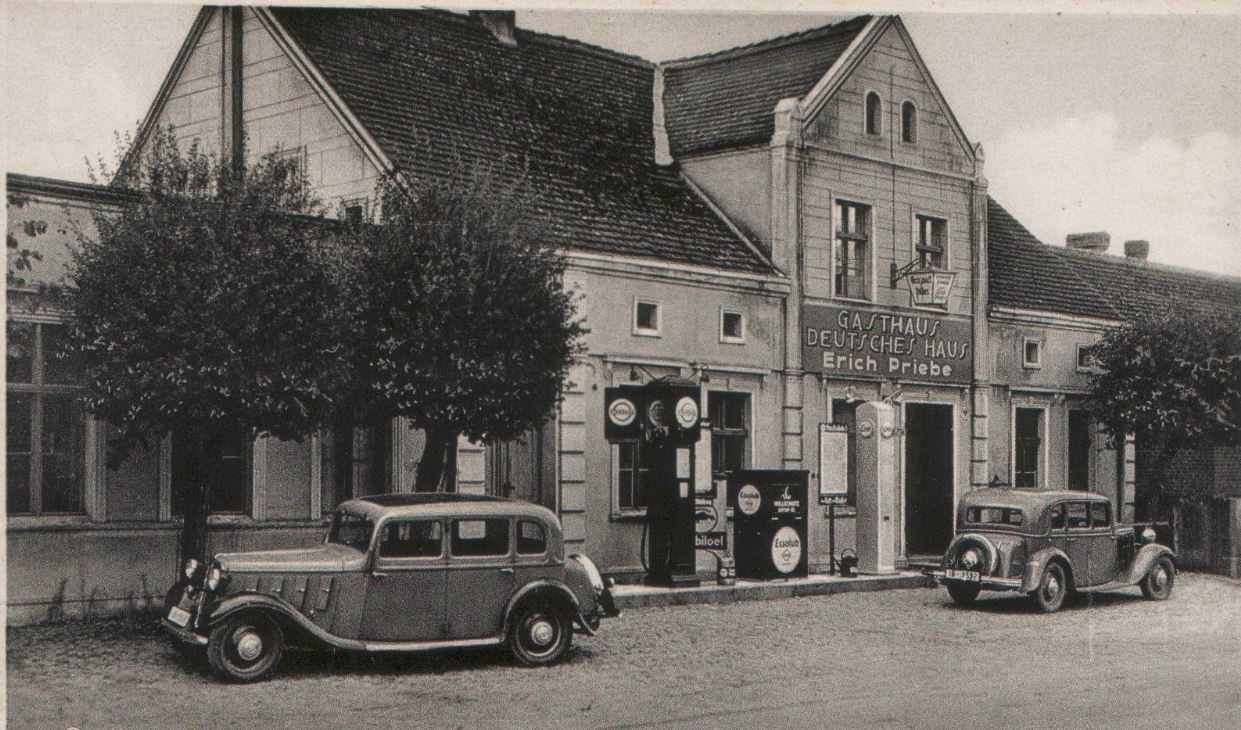
Gasthaus an der R 1 (1943)

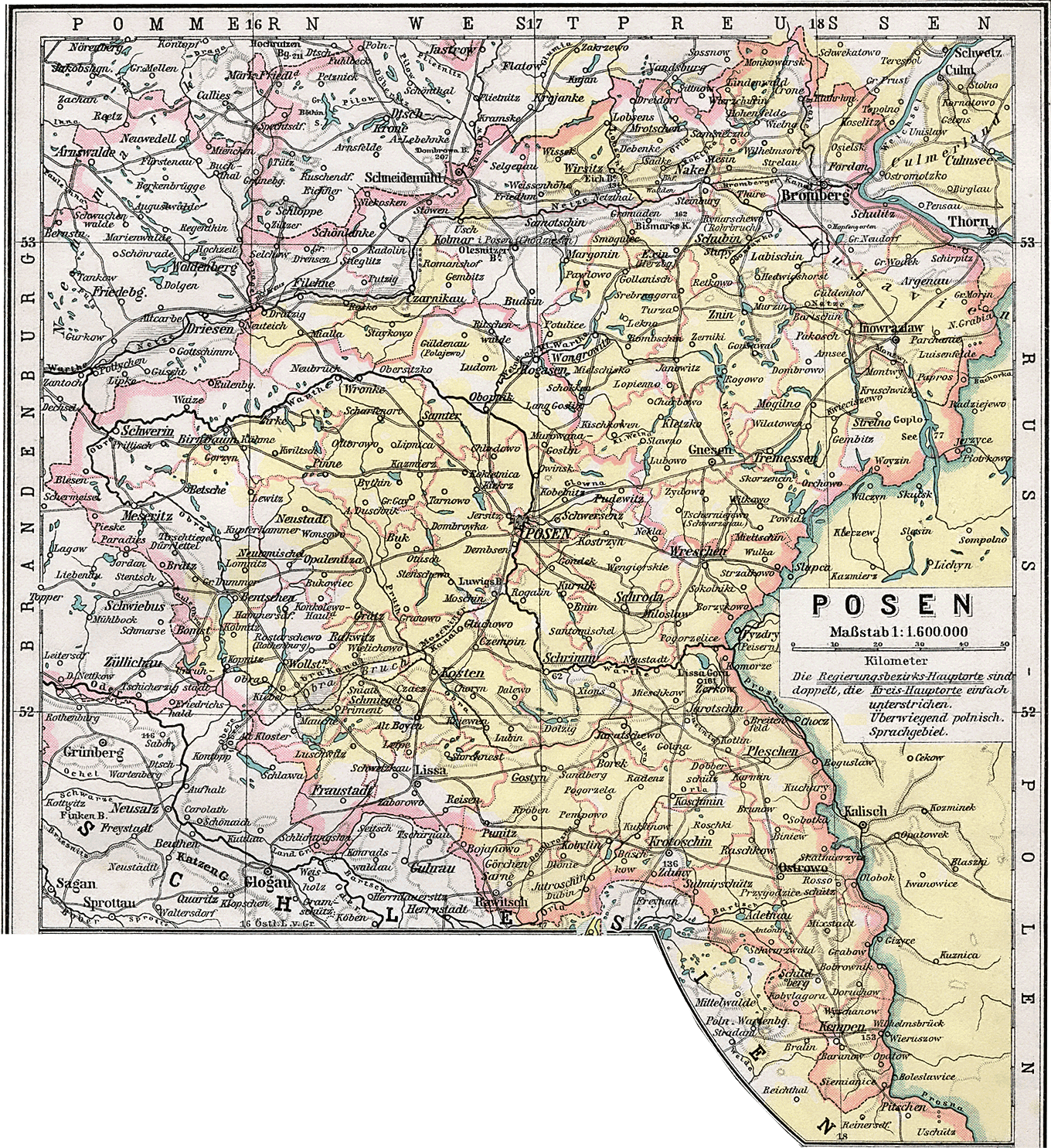
Ortsteil Schönthal, an der Pilow, nordöstlich von Deutsch Krone und nordnordwestlich Schneidemühl, auf einer Landkarte der Provinz Posen von 1905 (gelb markierte Flächen kennzeichnen Gebiete mit seinerzeit mehrheitlich polnischsprachiger Bevölkerung)

Das Kirchdorf liegt in der Landschaft Großpolen am Flüsschen Pilow (poln. Piława), etwa zehn Kilometer nordöstlich von Wałcz (Deutsch Krone). 
Die große Feldmark gehört zu einem Drittel aus Geschiebemergel und ist für anspruchslose Früchte sehr ertragreich. Zwei Drittel der Feldflur bestehen aus Sandböden und eignen sich vor allem zum Anbau von Kartoffeln und Roggen, aber auch für Gerste und Hafer. Die Niederungen an der Pilow sind Wiesen und Weiden.

## Geschichte
Ältere Ortsbezeichnungen sind Freudenführ, Freudeführ, Friedeführ und Friedefier.
Der Deutsch-Kroner Starost Hieronymus Góstomski siedelte 1590 zwei Dorfschulzen an, um 30 Bauern aus der Neumark und aus Pommern hier anzusiedeln.  Der Starost Johannes Góstomski legte 1613 die Fiermühle und später die Hoppemühle an. 1631 wütete die Pest. 1635 wurde Freudenfier von durchziehenden schwedischen Soldaten geplündert. 
Um 1930 hatte Freudenfier neun Wohnstätten:
- Fischereigehöft Sandkrug
- Forsthaus Freudenfier
- Forsthaus Hundefier
- Forsthaus Kronerfier
- Forsthaus Sandkrug
- Freudenfier
- Hoppenmühl
- Neu Freudenfier
- Schönthal

Im Jahr 1945 gehörte Freudenfier zum Landkreis Deutsch Krone im Regierungsbezirk Grenzmark Posen-Westpreußen der Provinz Pommern des Deutschen Reichs. Freudenfier war dem Amtsbezirk Schönthal zugeordnet.
Nach Besetzung im Zweiten Weltkrieg durch die Rote Armee 1945 wurde Hinterpommern bis auf militärische Sperrgebiete seitens der sowjetischen Besatzungsmacht der Volksrepublik Polen zur Verwaltung überlassen. Die polnische Administration verwaltete Freudenfier unter dem  polnischen Namen Szwecja, was auf Deutsch „Schweden“ bedeutet. Es wanderten nun Polen zu. In der Folgezeit wurde die einheimische Bevölkerung von der polnischen Administration aus Freudenfier und dem Kreisgebiet vertrieben.

### Demographie
| Jahr | Einwohner | Anmerkungen |
| ---- | --------- | --- |
| 1783 | –         | königliches Dorf nebst einer Wassermühle und einer katholischen Filialkirche von Zippnow, 60 Feuerstellen (Haushaltungen) im Netzedistrikt, Kreis Krone, |
| 1818 | 331       | königliches Dorf, Amt Schrotz |
| 1852 | 896       | [ 5 ] |
| 1910 | 1185      | am 1. Dezember, davon 191 Evangelische und 994 Katholiken; sieben Einwohner mit polnischer Muttersprache                                                 |
| 1925 | 1188      | davon 264 Evangelische und 924 Katholiken |
| 1933 | 1260      | [ 7 ] |
| 1939 | 1227      | [ 7 ] |

## Kirche
Die Protestanten der bis 1945 anwesenden Dorfbevölkerung gehörten zum Kirchspiel Deutsch Krone.

## Verkehr
Bis 1945 führte durch Freudenfier die Reichsstraße R 1, die von Aachen über Potsdam und Berlin nach Königsberg (Preußen) und Eydtkuhnen führte.

## Persönlichkeit
- Rainer Koltermann (1931–2009), Philosoph und Biologe